# Exoprosopa punctifrons
Exoprosopa punctifrons är en tvåvingeart som beskrevs av Mario Bezzi 1924. Exoprosopa punctifrons ingår i släktet Exoprosopa och familjen svävflugor.
Artens utbredningsområde är Nigeria. Inga underarter finns listade i Catalogue of Life.